# Casa do General Carneiro
A Casa do General Carneiro é uma residência setecentista no município do Serro, em Minas Gerais, Brasil. É patrimônio municipal tombado, devido à sua importância cultural para a cidade.

## Características
O imóvel localiza-se na Praça Presidente Vargas, nº 105, apresentando dois pavimentos cobertos de telha, com uma arquitetura simples e despojada, de cariz colonial, revelando uma certa engenhosidade na instalação da construção na encosta norte da cidade do Serro. Possui um sistema construtivo em estrutura autônoma de madeira sobre alvenaria de pedras, com piso superior de tábuas corridas sobre barrotes, e inferior com forro de taquara e, em alguns cômodos, forro de tábua, mantendo ainda a estrutura original do século XVIII. A envolvente caracteriza-se pelos extensos muros de pedra que cercam e suportam o edifício, sendo rodeada por ladeiras e um extenso gramado, e constituindo-se no seu todo como um bom exemplo da arquitetura colonial brasileira.

## História
O edifício foi construído no século XVIII, ainda em tempo do Brasil Colônia. Nele nasceu, em 1846, Antônio Ernesto Gomes Carneiro, após a sua mãe, afetada por complicações durante a gravidez, decidiu sair da região de Curvelo para passar os últimos dias de gestação na cidade do Serro, se acolhendo nesta residência. O General Carneiro, conhecido como “Herói da Lapa”, importante figura da história do exército brasileiro e um dos símbolos da Revolução Federalista.
Entre 1872 e 1873, aquando das obras de requalificação do adro da igreja de Nossa Senhora da Conceição, e em particular com a construção do desaterro do largo da matriz, o imóvel terá sofrido danos estruturais, os quais teriam sido posteriormente sanados com a construção do muro que atualmente se encontra na frente da casa.
Em 1984, o imóvel pertencia a Efigênio Ferreira da Silva, sendo adquirido pelo Iphan, que nele instalou o seu escritório técnico em Serro, assim como um importante arquivo histórico de documentação produzida pelo Senado da Câmara da antiga Vila do Príncipe.
Entre os fins da década de 1990 e 2001 foi reformado e restaurado pelo Iphan, tendo uma escavação arqueológica realizada numa antiga lixeira no terreno e no interior da casa revelado vestígios de utensílios domésticos antigos, de vidro, porcelana, louça e metal, nacionais, ingleses, franceses, holandeses e japoneses, pertencendo a um acervo de fragmentos arqueológicos de antigos moradores.